# Mohamed Bolkiah
Mohamed Bolkiah (Brunei Town, 27 agosto 1947) è un principe e politico bruneiano.

## Biografia
Il principe Mohamed Bolkiah è nato all'Istana Dar us-Salam, Kampong Sumbiling Lama, Brunei Town del 27 agosto 1947. È figlio di Omar Ali Saifuddien III, il 28º sultano del Brunei, e della sua seconda moglie, Suri Seri Begawan Raja Isteri Pengiran Anak Damit.
Il 29 settembre 1967 suo padre gli ha concesso il titolo di Pengiran Temenggong, uno dei tradizionali titoli dei wazir del paese.
È stato educato alla Jalan Gurney School di Brunei Town, al Victoria Institution di Kuala Lumpur, al Sultan Omar Ali Saifuddin College di Brunei Town e alla Reale accademia militare di Sandhurst. Per alcuni anni ha prestato servizio come ufficiale dell'Esercito britannico.
Nel 1984, immediatamente dopo l'indipendenza del Brunei, Mohamed Bolkiah è stato nominato Ministro degli Affari Esteri e del Commercio. Ha anche il titolo di capo dei visir (Perdana Wazir) della Corte Reale. Il 22 ottobre 2015, nell'ambito di un rimpasto di governo, il sultano ha assunto su di sé l'ufficio di ministro.

## Vita personale
Il 9 luglio 1970, presso l'Istana Dar ul-Hana, Kampong Tumasek, Brunei Town ha sposato la sua cugina di primo grado Pangiran Anak Istri Pangiran Anak Hajjah Zariah
Insieme hanno dieci figli, cinque maschi e cinque femmine.

## Opere
- Time and the River
- Remember, Remember... The 8th of December

## Ascendenza
|                            |                          |                                                         | Genitori                                  |  |  | Nonni |  |  | Bisnonni                      |  |  | Trisnonni              |  |
|                            |                          |                                                         |                                           |  |  |       |  |  | Hashim Jalilul Alam Aqamaddin |  |  | Omar Ali Saifuddien II |  |
|                            |                          |                                                         |                                           |  |  |       |  |  | Hashim Jalilul Alam Aqamaddin |  |  | Omar Ali Saifuddien II |  |
|                            |                          | Zaida binti Pengarah Digadong Tuan Laman Awang Sulaiman |                                           |  |  |       |  |  | Hashim Jalilul Alam Aqamaddin |  |  |                        |  |
| Muhammad Jamalul Alam II   |                          |                                                         |                                           |  |  |       |  |  | Hashim Jalilul Alam Aqamaddin |  |  |                        |  |
|                            |                          | Pengiran Siti Fatima                                    | Pengiran Anak Saiful Rijal *              |  |  |       |  |  |                               |  |  |                        |  |
|                            |                          | Pengiran Siti Fatima                                    | Pengiran Anak Saiful Rijal *              |  |  |       |  |  |                               |  |  |                        |  |
|                            |                          | Pengiran Siti Fatima                                    | Pian Jamaliah *                           |  |  |       |  |  |                               |  |  |                        |  |
| Omar Ali Saifuddien III    |                          | Pengiran Siti Fatima                                    |                                           |  |  |       |  |  |                               |  |  |                        |  |
|                            |                          | Pengiran Anak Saiful Rijal                              | Pengiran Anak Muhammad Yusuf              |  |  |       |  |  |                               |  |  |                        |  |
|                            |                          | Pengiran Anak Saiful Rijal                              | Pengiran Anak Muhammad Yusuf              |  |  |       |  |  |                               |  |  |                        |  |
|                            |                          | Pengiran Anak Saiful Rijal                              | Pengiran Anak Sarbanum                    |  |  |       |  |  |                               |  |  |                        |  |
| Pengiran Anak Fatima       |                          | Pengiran Anak Saiful Rijal                              |                                           |  |  |       |  |  |                               |  |  |                        |  |
|                            |                          | Pian Jamaliah                                           | …                                         |  |  |       |  |  |                               |  |  |                        |  |
|                            |                          | Pian Jamaliah                                           | …                                         |  |  |       |  |  |                               |  |  |                        |  |
|                            |                          | Pian Jamaliah                                           | …                                         |  |  |       |  |  |                               |  |  |                        |  |
| Mohamed Bolkiah            |                          | Pian Jamaliah                                           |                                           |  |  |       |  |  |                               |  |  |                        |  |
|                            | Pengiran Muda Besar Omar | Hashim Jalilul Alam Aqamaddin *                         |                                           |  |  |       |  |  |                               |  |  |                        |  |
|                            | Pengiran Muda Besar Omar | Hashim Jalilul Alam Aqamaddin *                         |                                           |  |  |       |  |  |                               |  |  |                        |  |
|                            | Pengiran Muda Besar Omar | Pengiran Anak Chandra Kesuma                            |                                           |  |  |       |  |  |                               |  |  |                        |  |
| Pengiran Anak Abdul Rahman | Pengiran Muda Besar Omar |                                                         |                                           |  |  |       |  |  |                               |  |  |                        |  |
|                            |                          | Pengiran Anak Siti Khadija                              | Pengiran Muda Besar Muhammad Jamalul Alam |  |  |       |  |  |                               |  |  |                        |  |
|                            |                          | Pengiran Anak Siti Khadija                              | Pengiran Muda Besar Muhammad Jamalul Alam |  |  |       |  |  |                               |  |  |                        |  |
|                            |                          | Pengiran Anak Siti Khadija                              | Pengiran Anak Saleha                      |  |  |       |  |  |                               |  |  |                        |  |
| Pengiran Anak Damit        |                          | Pengiran Anak Siti Khadija                              |                                           |  |  |       |  |  |                               |  |  |                        |  |
|                            |                          | Radin Haji Hassan                                       | Radin Haji Muhammad Daud                  |  |  |       |  |  |                               |  |  |                        |  |
|                            |                          | Radin Haji Hassan                                       | Radin Haji Muhammad Daud                  |  |  |       |  |  |                               |  |  |                        |  |
|                            |                          | Radin Haji Hassan                                       | Hajah Saleha                              |  |  |       |  |  |                               |  |  |                        |  |
| Pengiran Fatima            |                          | Radin Haji Hassan                                       |                                           |  |  |       |  |  |                               |  |  |                        |  |
|                            |                          | Hajah Zainab                                            | Radin Haji Abdul Rahman                   |  |  |       |  |  |                               |  |  |                        |  |
|                            |                          | Hajah Zainab                                            | Radin Haji Abdul Rahman                   |  |  |       |  |  |                               |  |  |                        |  |
|                            |                          | Hajah Zainab                                            | Dayang Siti Amina Mekah                   |  |  |       |  |  |                               |  |  |                        |  |
|                            |                          | Hajah Zainab                                            |                                           |  |  |       |  |  |                               |  |  |                        |  |

## Onorificenze
Di seguito la lista delle onorificenze.